# White Bear River (Sandwich Bay)
Der White Bear River (white bear englisch für „Eisbär“) ist ein ca. 110 km langer Zufluss der Sandwich Bay im Südosten von Labrador in der kanadischen Provinz Neufundland und Labrador.

## Flusslauf
Der White Bear River entspringt in den Mealy Mountains auf einer Höhe von etwa 540 m. Er fließt etwa 60 Kilometer in überwiegend östlicher Richtung durch eine seenreiche Landschaft. Anschließend wendet sich der White Bear River auf einem 23 Kilometer langen Abschnitt nach Norden und allmählich nach Nordosten, bevor er auf seinen letzten 16 Kilometern nach Südosten und schließlich in Richtung Ostsüdost fließt. Der White Bear River mündet in das Kopfende einer kleinen Seitenbucht im Westen der Sandwich Bay. Der Fluss entwässert ein Areal von 1075 km². Der gesamte Flusslauf sowie dessen Einzugsgebiet befinden sich innerhalb des Akami-Uapishkᵁ-KakKasuak-Mealy-Mountains-Nationalparks.

## Fischfauna
Die häufigsten Fischarten im Flusssystem sind der Atlantische Lachs und der Bachsaibling (anadrome Form). An der Flussmündung befindet sich ein 7,6 m hoher Wasserfall, der die Fischwanderung stark behindert. Weitere Wasserfälle befinden sich bei Flusskilometer 37 und 49,9 mit Höhen von 3,1 bzw. 8,5 m. Diese stellen ebenfalls partielle Hindernisse für Wanderfische dar.